# Consará
Consará é uma vila do sector de Mansabá, na região do Oio, na Guiné-Bissau.
Em Março de 2018 um grande incêndio consumiu aqui mais de seis hectares de plantações de caju, numa área que produzia mais de quatro toneladas e meia de castanha de caju anualmente.